# 千田保育園
千田保育園（せんだほいくえん）は広島県広島市中区千田町2丁目5番12号にある私立の保育園。
運営は社会福祉法人二葉会。

## 概要
学制改革により1948年（昭和23年）に広島市立第一高等女学校（略称：市女）が広島市二葉高（現在の広島市立舟入高等学校）となった。翌年1949年春、市女同窓生の間から「復興のために立ち上がり、働く親たちのために子供を預かる施設を作ろう」という話が出たことをきっかけに市女の初代校長今堀友市の信念である「揺籃（ゆりかご）を動かす手が世界を動かす」を合言葉に、市女同窓生の女性だけの力で千田保育園が設立された。

## 設立資金と運営
市女の同窓生達が市女卒業生を訪問し、一口200円で目標額50万円の寄付を募った。最終的に寄付した同窓生は1100人で募金額は70万円（現在の550万円程度）集まった。
1953年に、職員3人、定員60人で開園。7年後の1960年には広島市で初の「産休あけからの保育」が開始された。当時の運営は全て同窓生によるボランティアによるものだった。

## 延長保育
1993年に千田保育園は広島市からの要請を受け、午前7時から午後6時までの通常保育に加え、最長午後10時までの延長保育を開始。2004年の最も多い時には80人を延長保育として預かっていた。待機児童を無くす政府の方針により保育園が増え、午後10時までの勤務が敬遠されたこともあって延長保育に必要な保育士の確保が困難となる。千田保育園は広島市中区の認可保育園では唯一午後10時までの延長保育を行なっていた。2019年度からは延長保育を午後7時30分までに短縮。開園時間も30分遅くする。